# Helictochloa praeusta
Helictochloa praeusta — вид рослин родини тонконогові (Poaceae), поширений у Європі.

## Поширення
Поширений у східно-центральній і південно-східній Європі (Албанія, Австрія, Болгарія, Словаччина, Угорщина, Італія, Румунія, Україна, Боснія і Герцеговина, Словенія, Македонія, Сербія та Косово).
В Україні вид росте на луках, кам'янистих схилах, лісових галявинах, переважно у лісовому, субальпійському та альпійському поясах — у Карпатах (пд.-сх. ч.), часто; у західних лісових районах та західному Лісостепу, зрідка; відоме ізольоване місце знаходження в околицях Кропивницького.